# Giuseppe Morello
Giuseppe Morello, més conegut com a Peter Morello (Corleone, Sicília, 2 de maig de 1867 - Nova York, 15 d'agost de 1930) fou un criminal sicilià establert als Estats Units d’Amèrica, considerat un dels pioners del crim organitzat italoamericà a Nova York. Emigrà als Estats Units el 1892, fugint de la justícia italiana, i s’establí primer a Louisiana i posteriorment a Nova York, on hi fundà la que seria considerada la primera organització mafiosa d'origen italià.
Caracteritzat per una malformació congènita a la mà dreta, que li valgué el sobrenom de The Clutch Hand, Morello liderà una organització formada principalment per immigrants sicilians de Corleone i vinculada a activitats com la falsificació de moneda, l’extorsió, el segrest i altres formes de delinqüència organitzada. Aquesta organització, coneguda com a família criminal Morello, fou l’embrió de l’actual família criminal Genovese, considerada la més antiga de les cinc famílies que dominen la màfia italoamericana a Nova York.
A principis del segle xx, Morello teixí una xarxa criminal transnacional amb connexions a ciutats com Nova Orleans, Kansas City, Chicago i Palerm, i establí un sistema jeràrquic i disciplinat, amb normes internes rigoroses, que serví de model per a futures organitzacions mafioses. Detingut i condemnat per falsificació el 1910, fou empresonat durant una dècada al penal federal d’Atlanta.
Un cop alliberat, el 1920, tornà a Nova York i s’associà amb Giuseppe “Joe The Boss” Masseria, de qui esdevingué mà dreta, en un moment de creixement exponencial del negoci del licor clandestí durant la Prohibició.
La seva carrera criminal acabà el 15 d’agost de 1930, quan fou assassinat a trets a la seva oficina d’East Harlem, en el context de la Guerra de Castellammare.

## Primers anys a Sicília
Giuseppe Morello va néixer el 2 de maig de 1867 a Corleone, Sicília. Fou el primer fill del matrimoni format per Calogero Morello i Angelina Piazza. Dos anys més tard va néixer Maria Lima Morello, la segona i última filla del matrimoni. El 24 de maig de 1872 mor Calogero Morello i, un any després, Angelina Piazza es tornà a casar amb Bernardo Terranova, amb qui tingué tres fills: Ciro, Nicolo i Vincenzo Terranova, germanastres de Morello.
Malgrat la manca d’informació sobre els primers anys de vida de Morello, se sap que va assistir a l'escola fins als 12 anys, edat a partir de la qual començà a treballar a la granja familiar. Un cop mor el pare el 1872, el tiet de Morello, Giuseppe Battaglia, considerat un dels líders d’un grup criminal local, va facilitar la seva entrada en l’organització delictiva gràcies a la seva influència.
El 29 de desembre de 1889, Giovanni Vella, cap de la guàrdia de Corleone i figura política destacada, fou assassinat a trets prop de casa seva. Segons diverses fonts, Vella podria haver descobert els vincles entre la família Morello i el grup criminal de la ciutat, i pretenia desmantellar una xarxa de robatori de bestiar.
Una veïna, Anna DiPuma, testimoni de l’atac, declarà haver vist Morello i un altre home al lloc dels fets. Poc després d’haver comentat la seva intenció de denunciar-ho, fou trobada sense vida.
El 2 de març de 1889, Morello es casà amb Maria Rosa Marvelesi a l'església de Sant Nicolau (Chiesa di San Nicolò), a Corleone. El 1892 i poc després del naixement del primer fill, Calogero, la família emigrà cap als Estats Units. Abans de la seva marxa, Morello declarà que l’assassinat de Vella havia estat ordenat per Francesco Ortovela, un rival polític. El 14 de setembre de 1894 fou jutjat in absentia i condemnat a sis anys i 45 dies de presó, així com a una multa per activitats de contraban. No arribaria a complir la pena, ja que mesos abans havia abandonat el país.

## Arribada als Estats Units
Giuseppe Morello arribà als Estats Units el 9 de maig de 1892 a bord del vaixell S.S. Bourgogne, procedent de Le Havre, França. La família de la seva mare —els Terranova—, així com la seva esposa i el seu fill, van arribar a Nova York procedents de Nàpols el 8 de març de 1893, entrant per Ellis Island a bord del vaixell Alsatia. Poc després de l’arribada de la família Terranova, morí Calogero Morello, l’únic fill viu en aquell moment del matrimoni Morello.
Tant la família Morello com els Terranova s’instal·laren a un apartament del carrer Chrystie, a Little Italy, un dels primers barris d’immigrants italians formats a la ciutat de Nova York a finals del segle XIX. La manca de coneixement de l’anglès, l’absència de contactes i el context econòmic advers derivat de la Gran Depressió van portar Morello a traslladar-se temporalment a Louisiana en cerca de feina.
Allà treballà en una plantació de sucre fins a reunir els diners necessaris per fer venir la seva esposa i la resta de la família. Tot i que la feina no estava mal remunerada segons els estàndards de l’època, la jornada podia arribar a les divuit hores diàries, amb un sou d’1 dòlar i 50 cèntims al dia. Durant l’estada a Louisiana va néixer el segon fill del matrimoni, a qui posaren el nom del germà difunt.
El gener de 1895, ambdues famílies es traslladaren a Bryan, Texas, on treballaren com a pagesos en camps de cotó. Després de dos anys, aprofitant la recuperació econòmica posterior a la crisi, tornaren a Nova York i s’establiren definitivament al barri de Little Italy.

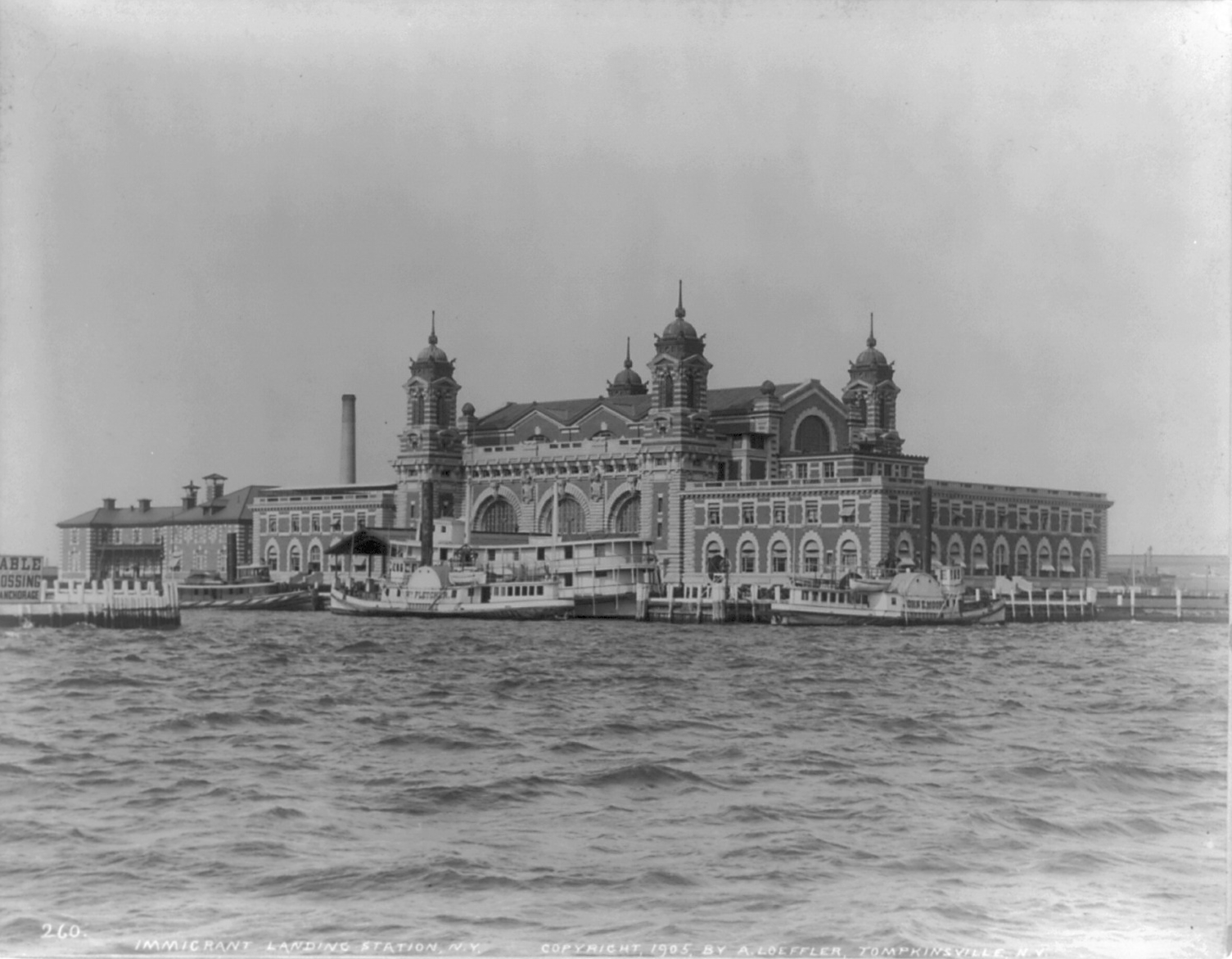
Morello arribà a Ellis Island, Nova York, el maig de 1892.

En tornar a la ciutat, Giuseppe Morello començà a implicar-se en diversos negocis legals. El 1897 dirigia un magatzem de carbó al mateix barri, i l’any següent obrí dos saloons: un al carrer 13, que fou venut poc després, i un altre a Stanton Street, que hagué de tancar al cap de sis mesos per manca de permisos. El 1898, mor Maria Rosa Marvelesi, esposa de Morello.

## Activitat criminal
Entre 1898 i 1899, després del fracàs dels seus negocis legals, Giuseppe Morello començà a involucrar-se en activitats de falsificació de moneda. Gràcies a l’ajuda d’altres immigrants sicilians establerts a Nova York, aconseguí establir contactes amb grups criminals de Kansas City i Nova Orleans.
El taller de falsificació s’instal·là al primer pis d’un edifici situat al número 329 del carrer East 106th, a East Harlem. En aquest petit apartament, Morello disposava d’una impremta de l’època amb la qual produïa reproduccions força convincents de bitllets de cinc dòlars. Com que no es tractava de còpies exactes, la seva distribució es limitava a establiments amb poc control, com ara bars i cases d’apostes. El funcionament del negoci es basava en la venda de cada bitllet fals per un valor de dos dòlars en moneda legal.
En aquest període, l’organització de Morello ja comptava amb prop d’una dotzena de membres, majoritàriament d’origen italià i irlandès.
El 31 de maig de 1900, alguns dels seus col·laboradors foren detinguts i, després de ser interrogats pel Servei Secret dels Estats Units, confessaren l’existència del grup, la seva localització i la identitat del seu líder. Morello fou detingut aquell mateix dia. No obstant això, els 26 dòlars i 39 cèntims que duia a sobre eren de curs legal i, durant l’escorcoll, no es localitzaren les eines utilitzades per a la falsificació.
Malgrat la declaració d’un dels seus socis, el judici conclogué amb l’absolució de Morello. Només dos membres del grup foren condemnats, amb penes de tres i sis anys de presó respectivament.

### Família criminal Morello

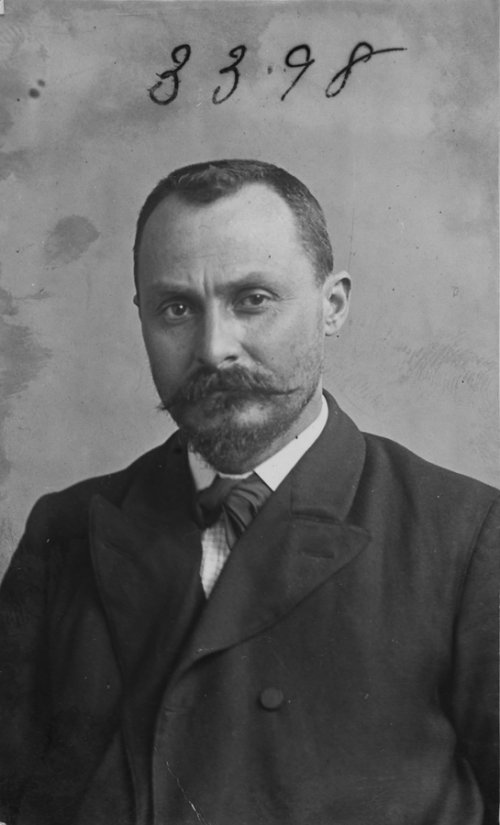
Vito Cascio Ferro, important cap criminal a Sicília, es refugià a Nova York el 1901 sota la protecció de Morello.

Entre 1900 i 1903, Giuseppe Morello formà i liderà un grup de criminals italians considerat la primera organització mafiosa establerta a Nova York. El grup estava compost exclusivament per sicilians, molts dels quals eren originaris de Corleone o familiars directes de Morello, a qui juraven fidelitat. Durant aquests primers anys, l'organització es dedicava principalment a la falsificació de moneda, tot i que també desenvolupava activitats com l’extorsió i els segrestos. Mantenia vincles estrets amb figures del crim organitzat sicilià, especialment de Corleone, fet que facilitava l’arribada de nous membres des de Sicília, sovint fugitius de la justícia italiana.
Un d’aquests fou Vito Cascio Ferro, destacat cap criminal de Palerm, que el 1901 es refugià a Nova York sota la protecció de l’organització de Morello. Cascio Ferro introduí el negoci de l’extorsió sistemàtica dins de l’estructura delictiva. Un altre col·laborador clau fou Ignazio Lupo, un immigrant sicilià arribat el 1898 i integrat ràpidament al grup. Procedent d’una família acomodada de Palerm dedicada al comerç de productes italians, Lupo establí una xarxa d’importació aprofitant els contactes i la protecció de l’organització. Morello participava dels beneficis i, amb el temps, la seva relació es consolidà amb el matrimoni de Lupo amb Salvatrica Terranova, germanastra de Morello.
Durant la primera dècada del segle xx, l’organització s’expandí per Brooklyn i Manhattan, amb l’extorsió com a principal font d’ingressos. Quan els comerciants es negaven a pagar, l’organització recorria a la violència. Inicialment, utilitzaven mètodes com enverinar cavalls de repartiment o col·locar explosius en establiments. Un cas destacat fou el de Gaetano Costa, un carnisser de Brooklyn assassinat després de negar-se a pagar.
A causa de les creixents investigacions del Servei Secret, Morello traslladà l’activitat de falsificació a Sicília. Els bitllets falsificats eren introduïts als Estats Units mitjançant les rutes comercials establertes per Lupo, amagats en llaunes d’oli d’oliva. El 1902 ja s’enviaven desenes de milers de dòlars falsos. Tot i diverses detencions, cap membre va revelar informació sobre l’organització ni la identitat dels seus líders. L’estricta disciplina interna feia que qualsevol sospita de delació pogués comportar la mort. Cap al 1905, es comptaven per desenes els membres executats per ordre de Morello.
L'organització disposava d’un codi intern de normes, conegut com “el llibre negre”, trobat per la policia entre les pertinences d’un membre detingut. Les normes establien sancions econòmiques i expulsions per conductes com insultar companys, abandonar la ciutat sense permís o mentir. Cada membre havia d’aportar el 80% dels seus ingressos a la caixa comuna. També s’establia que només Morello podia convocar reunions, i l’assistència era obligatòria; l’absència comportava l’exclusió del repartiment de beneficis.

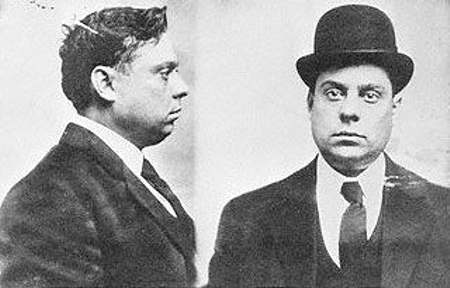
Ignazio Lupo, soci i mà dreta de Morello, morí l'any 1947, poc després de complir una llarga condemna de presó.

Cap al 1906, Morello era considerat el cap criminal més influent dels Estats Units. Els seus negocis i contactes s’estenien per tot el país, així com pel Canadà i Sicília. Segons el testimoni de criminals de l’època, com Nicola Gentile, la xarxa no era anomenada “Cosa Nostra”, sinó onorata società (societat honorable). Tot i que la Comissió (òrgan col·legiat de caps mafiosos) no es constituí fins als anys trenta, Morello instaurà un consell informal de caps que fixava l’estratègia criminal general, resolia disputes i decidia successions. Aquest consell era presidit per Morello, i només ell tenia capacitat de decisió.
L’arribada massiva d’immigrants italians i la proliferació de petits comerços a Manhattan afavoriren la implantació d’un sistema d’extorsió generalitzat, amb amenaces a canvi de protecció. Sovint, l’organització es feia passar per membres de la Mà Negra. Quan els comerciants acceptaven pagar, les amenaces cessaven. Encara que les quantitats individuals fossin reduïdes, la suma total suposava importants ingressos per a Morello i els seus associats.
A banda de les activitats il·legals, Morello adquirí diversos negocis legals —restaurants, barberies— i edificis de pisos que llogava anualment per 130 dòlars. Aquestes inversions foren afectades per la crisi econòmica de 1907. La disminució de les vendes de productes importats i els impagaments a proveïdors provocaren la liquidació de l’empresa de Lupo, que abandonà Nova York amb els recursos que li quedaven. Davant d’aquesta situació, l’organització de Morello es centrà de nou en el negoci de la falsificació de dòlars nord-americans i canadencs.

#### Detenció i empresonament
El 15 de novembre de 1909, Giuseppe Morello, Ignazio Lupo i diversos membres de la seva organització foren detinguts pel Servei Secret dels Estats Units arran d'una llarga investigació centrada en una xarxa de falsificació de divises. El judici tingué lloc al tribunal federal de Nova York i s'inicià el 26 de gener de 1910, amb un total de 548 càrrecs imputats. La Fiscalia comptava amb proves concloents, com ara milers de dòlars falsificats trobats sota el llit del mateix Morello, així com les impremtes utilitzades per produir els bitllets. A més, alguns membres destacats de l'organització accediren a declarar contra els acusats.
El procés judicial es prolongà fins al 19 de febrer, quan el jurat declarà Morello i Lupo culpables de tots els càrrecs. Morello fou condemnat a vint-i-cinc anys de presó i a una multa de mil dòlars, mentre que Lupo rebé una pena de trenta anys i una multa del mateix import. Ambdós foren traslladats a la presó federal d’Atlanta.

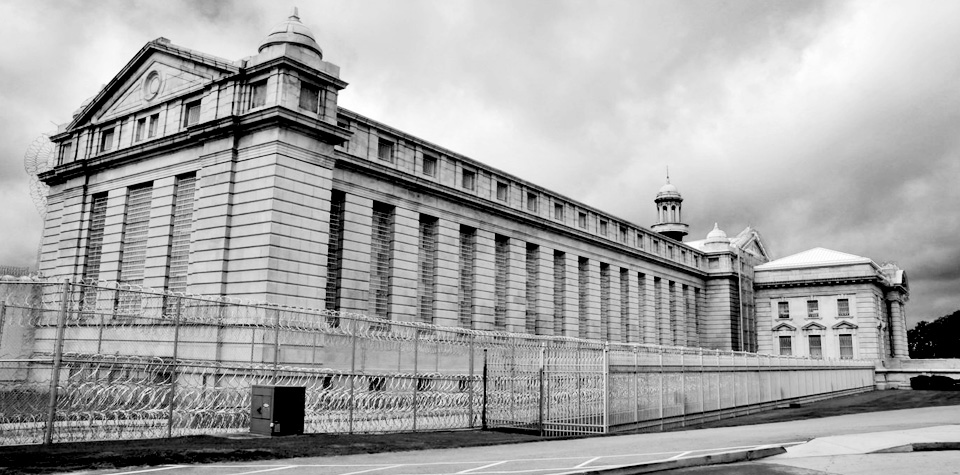
Presó federal d'Atlanta, on Morello complí un total de deu anys de condemna, de 1910 a 1920.

Després de les condemnes, Fortunato Lo Monte assumí el lideratge d’una organització cada cop més fragmentada. La detenció de Morello i Lupo provocà una escissió interna: Salvatore D’Aquila esdevingué el successor d’un grup de membres fidels a Lupo, mentre que Lo Monte fou designat per Morello per dirigir el seu propi sector. Aquest trencament debilità greument el poder de Morello i reduí la seva influència dins el crim organitzat novaiorquès. L'any 1914, Lo Monte fou assassinat per ordre de D’Aquila i Salvatore Loiacano fou nomenat nou cap.
Poc després de l’empresonament, la direcció del centre penitenciari decidí separar Morello i Lupo i assignar-los vigilància especial, després de descobrir-se un pla d’evasió.

#### Posada en llibertat i fugida
L'1 de gener de 1918, el president Warren Harding li commutà la pena de presó a 15 anys i, dos anys més tard, el 18 de març de 1920 i deu anys després d'haver estat empresonat, Giuseppe Morello abandonà el centre penitenciari federal d'Atlanta en situació de llibertat condicional. Aquell mateix any, tres famílies criminals dominaven el crim organitzat a la ciutat de Nova York: la més nombrosa era liderada per Salvatore D'Aquila, amb presència a Harlem, Brooklyn i Manhattan; Nicolo "Cola" Schiro encapçalava una organització establerta a Brooklyn; i Morello mantenia el control d'una organització pròpia amb base a Manhattan i Harlem.
El 10 de desembre de 1920, només sis mesos després de recuperar la llibertat, Morello ordenà l’assassinat de Loiacano arran de diversos desacords sobre la gestió de l’organització durant el seu empresonament. L’alliberament de Morello va ser percebut per D’Aquila com una amenaça al seu lideratge, i aquest en va ordenar l’eliminació. A l’octubre de 1921, Morello fou alertat del pla i, juntament amb Ignazio Lupo, es veié obligat a fugir cap a Sicília per evitar l’atemptat.
Pocs dies abans de la seva fugida, D’Aquila ordenà també l’assassinat de Giuseppe Viserti, soci dels germans Terranova i aliat de Morello. Aquest increment de les tensions motivà Nicolo Schiro a intervenir com a mediador entre les parts. D’Aquila condicionà la pau al fet que Morello i Lupo reconeguessin la seva autoritat com a cap principal del crim organitzat a Nova York i renunciessin a qualsevol pretensió de liderar novament una família pròpia.
Finalment, a la primavera de 1922, després de vuit mesos d'exili, Morello i Lupo retornaren als Estats Units havent acceptat les condicions imposades per D’Aquila.

### Família criminal Masseria

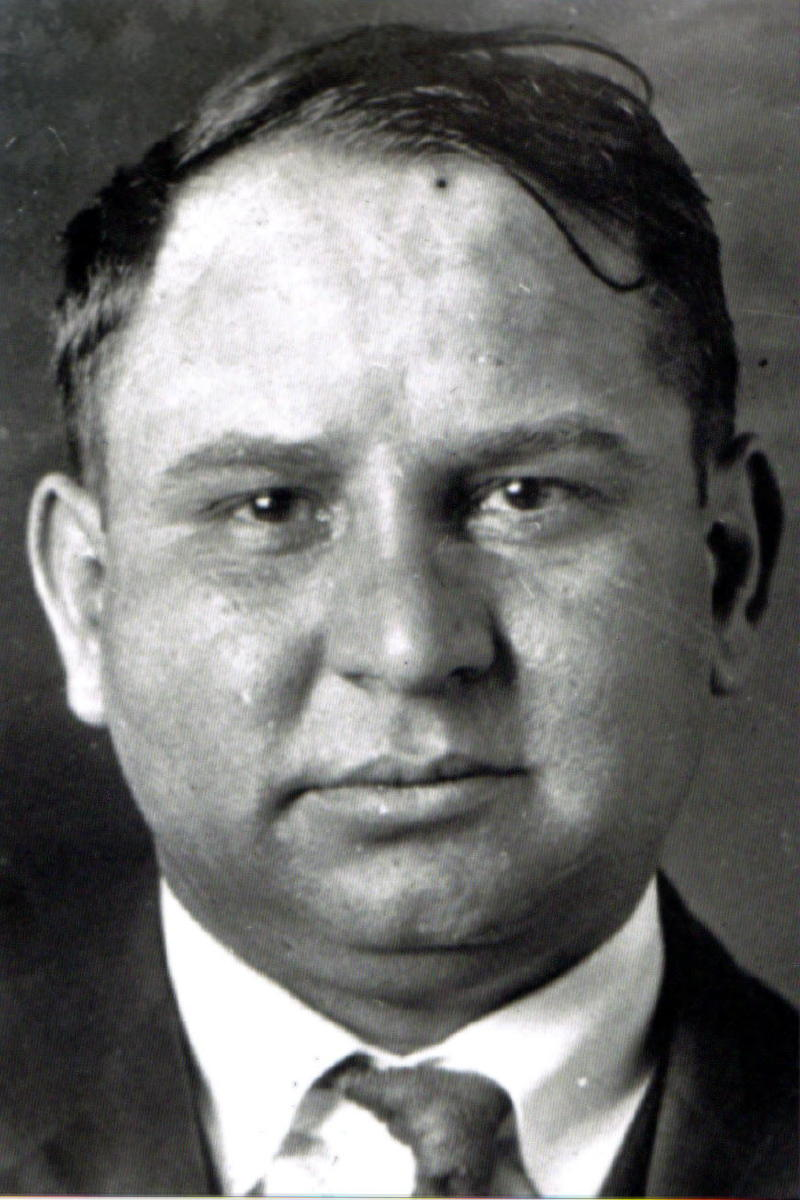
Giuseppe "Joe" Masseria va absorbir l'organització de Morello i el va convertir en la seva mà dreta.

Els primers anys de la Llei Seca als Estats Units propiciaren l'ascens d'una nova generació de delinqüents, fins llavors desconeguts dins el món del crim organitzat. Un dels més destacats fou Giuseppe Masseria, conegut amb el sobrenom de Joe the Boss, qui entrà amb rapidesa en el negoci del licor il·legal. Entre 1919 i 1921, Masseria establí aliances amb altres criminals italians de Brooklyn i Manhattan, i expandí la seva organització de Little Italy fins a convertir-la en la segona més nombrosa, després de la de Salvatore D'Aquila.
La manera com Masseria i Giuseppe Morello es conegueren és desconeguda, però cap a l'any 1921, part de l'organització de Morello s'integrà a la banda de Masseria, i Morello es convertí en la seva mà dreta. Aquesta aliança era beneficiosa per a ambdós: Morello consolidava la seva posició dins una estructura mafiosa més poderosa i obtenia protecció contra possibles represàlies de D'Aquila, mentre que Masseria aprofitava els amplis contactes i l'experiència de Morello per expandir el seu domini fins a Harlem.
L’aliança fou percebuda com una amenaça per Salvatore D'Aquila. El 8 de maig de 1922, Vincenzo Terranova, germanastre de Morello, fou assassinat a trets al Lower East Side de Manhattan. L’11 d’agost del mateix any, Umberto Valenti —mà dreta de D'Aquila i un dels responsables de l’atac contra Terranova— fou abatut quan entrava a un restaurant de la Segona Avinguda.
Durant els sis anys següents, les dues organitzacions prioritzaren el negoci del licor il·legal i les tensions es reduïren. Tot i això, el 10 d’octubre de 1928, Salvatore D'Aquila fou assassinat a trets mentre sortia d’un edifici de l’Avinguda A de Manhattan. Es creu que l'ordre de l'assassinat fou donada per Masseria, però l’executor hauria estat Manfredi Mineo, fins aleshores aliat de D’Aquila. Poc després, Mineo passà a liderar la seva pròpia organització —la futura família criminal Mineo—, que esdevindria aliada de Masseria durant la Guerra de Castellammare.
L’assassinat de D’Aquila consolidà Giuseppe Masseria com a cap dominant del crim organitzat a Nova York.

### Guerra de Castellammare (1930-1931)
La Guerra de Castellammare fou un enfrontament armat entre la família criminal de Giuseppe Masseria, amb base a East Harlem, i el clan de Castellammare, establert a Brooklyn. Salvatore Maranzano, un mafiós originari de Castellammare del Golfo (Sicília), emigrà als Estats Units durant la primera meitat dels anys 1920 i s'integrà en el clan de Castellammare. Gràcies al seu passat com a cap criminal a Itàlia, ascendí ràpidament dins la jerarquia del grup fins a esdevenir-ne el sotscap.
Les tensions pel control del negoci del licor clandestí, l’afany de poder de Masseria i la negativa del clan rival a sotmetre’s a les seves ordres desembocaren en l’assassinat, el febrer de 1930, de Gaspar Milazzo, cap mafiós de Detroit i membre del clan de Castellammare. Aquest crim desencadenà oficialment el conflicte. El líder del clan de Castellammere, Nicolo "Cola" Schiro, acabà cedint a les pressions de Masseria, que li exigí un pagament de 10.000 dòlars i la renúncia al lideratge de l'organització. Schiro abandonà els Estats Units i tornà a Sicília, i Salvatore Maranzano assumí el comandament del grup.
El 15 de juliol de 1930, Vito Bonventre —oncle de Joseph Bonanno i un dels principals finançadors del clan— fou assassinat davant de casa seva. Això augmentà encara més les tensions.
Gaetano "Tom" Reina, cap de la família criminal Reina del Bronx, s'alineà amb el clan de Castellammare. El 26 de febrer de 1930, Reina fou assassinat per Vito Genovese a la sortida d’un restaurant del Bronx. En resposta, Masseria nomenà Joseph Pinzolo com a nou cap de la família Reina. Tot i haver estat un home de confiança de Reina, Pinzolo mantingué una aliança amb Masseria fins al 5 de setembre de 1930, quan fou assassinat a trets a la seva oficina de Broadway, a Manhattan.
Per a Giuseppe Morello, la Guerra de Castellammare acabà el 15 d’agost de 1930, quan fou assassinat per dos individus mentre es trobava a la seva oficina d’East Harlem.

## Vida personal
Giuseppe Morello es casà amb Maria Rosa Marvelesi l’any 1889, quan ambdós tenien 22 anys. D’aquest matrimoni en nasqueren dos fills amb el nom de Calogero. El primer, nascut a Itàlia el 25 de novembre de 1872, morí poc després d’arribar als Estats Units. El segon, nascut l’any 1895, morí el 1912, a l’edat de disset anys, assassinat com a represàlia per la mort de Benedetto Madonia l’any 1903.
La dona de Morello, Maria Marvelesi morí el 1898. Posteriorment, Morello mantingué una relació amb una dona de la qual es desconeix la identitat, amb qui tingué una filla. Segons diverses fonts, davant la desaprovació de la seva mare, Morello decidí no casar-se amb la mare de la nena, sinó amb Nicolina "Lina" Salemi, una dona siciliana que la família féu venir des d’Itàlia als Estats Units. El matrimoni entre Giuseppe Morello i Lina Salemi se celebrà l’any 1903.
D’aquesta unió en nasqueren quatre fills: tres filles i un fill. La primera, Mary Morello, nasqué a finals de 1908 o principis de 1909; la segona, Millie Morello, l’any 1910, poc abans de l’empresonament del seu pare. El tercer fill, Charlie Morello, nasqué el 1922, després de la commutació de la condemna de Morello. Finalment, el 1925, nasqué Geraldine Morello.
Al llarg de la seva vida als Estats Units, Morello residí en diverses adreces dels barris de Little Italy i East Harlem, on també establí la base d’operacions de la seva organització criminal.

## Assassinat
El 15 d’agost de 1930, durant l’enfrontament conegut com la Guerra de Castellammare, que enfrontà les organitzacions de Salvatore Maranzano i Giuseppe Masseria, Giuseppe Morello fou abatut a trets juntament amb el seu soci Joseph Perriano. Un altre dels seus col·laboradors, Gaspare Pollaro, resultà ferit en l’atac.
L’autoria de l’atemptat ha estat objecte de debat. D’una banda, el penedit Joseph Valachi declarà que l’atacant fou Sebastiano Domingo, un sicari de Chicago presumptament contractat per Maranzano, tot i que es coneixen pocs detalls sobre ell. D’altra banda, Charles Luciano afirmà en les seves memòries que fou ell mateix qui donà l’ordre d’eliminar Morello, i que els executors foren Albert Anastasia i Frank Scalise. Segons aquesta versió, els dos pistolers assaltaren l’oficina de Morello al número 352 del carrer East 116th, a East Harlem.
El cos de Giuseppe Morello fou traslladat a la morgue de l’Hospital Bellevue, a Manhattan. L’informe forense indicà que presentava múltiples ferides per arma de foc provinents de tres armes curtes diferents.
Fou enterrat al cementiri de Calvary, al barri de Queens, Nova York.